# Gilles-Marie Oppenordt
Gilles-Marie Oppenordt (París, 27 de julio de 1672–ibídem, 13 de marzo de 1742) fue un arquitecto, ilustrador y decorador de interiores francés, apodado en ocasiones el «Borromini francés». Enmarcado en el estilo Regencia, sus diseños influyeron en el desarrollo inicial del estilo rococó.

## Biografía

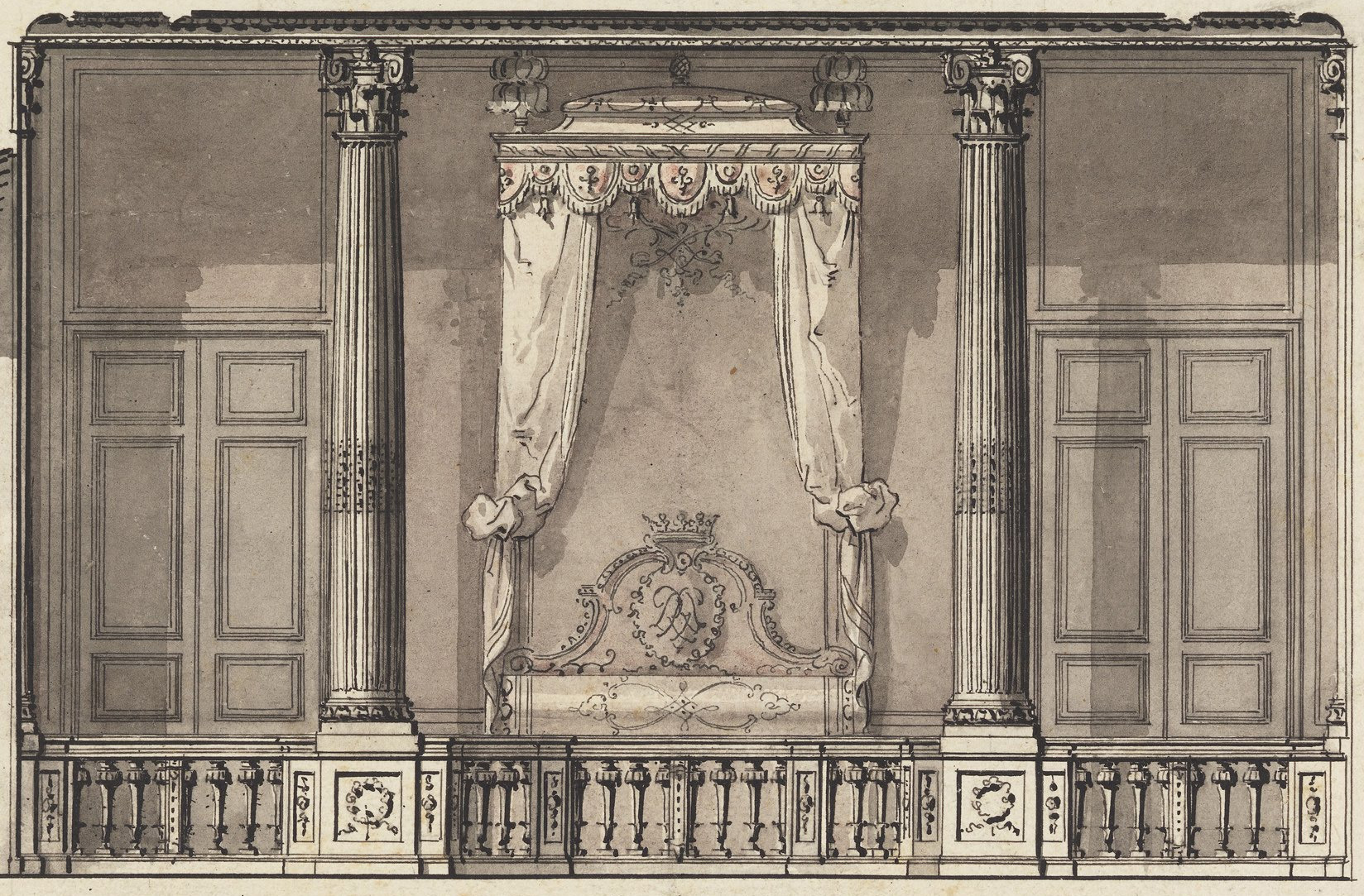
Palais-Royal, diseño preliminar para la alcoba del duque de Orléans (c. 1716)

Era hijo de un ebanista holandés afincado en Francia, Alexandre-Jean Oppenordt (1639–1713). Estudió en la Academia Francesa de Roma entre 1692 y 1699, donde recibió la influencia del barroco italiano de Bernini y Borromini. De regreso a su país conoció la obra de Pierre Lepautre, quien le influyó hacia el incipiente rococó. En 1715 fue nombrado superintendente de los Edificios del Regente. En 1719 realizó la decoración interior del Palais-Royal de París, así como del Château Crozat en Montmorency.
En 1734 colaboró con François Boucher en la colección de grabados sobre las obras de Molière. Plasmó su obra en numerosos dibujos y grabados, que fueron una de las bases estilísticas del rococó. Tras su muerte, el grabador Jacques-Gabriel Huquier publicó sus diseños en tres volúmenes conocidos como Petit, Moyen y Grand Oppenordt (1748), que comprendían paneles decorativos, chimeneas, consolas, arañas, relojes, cartuchos, moldurajes y otros motivos de decoración.